# Station Strzebiń
Station Strzebiń is een spoorwegstation in de Poolse plaats Strzebiń.